# Congresplein

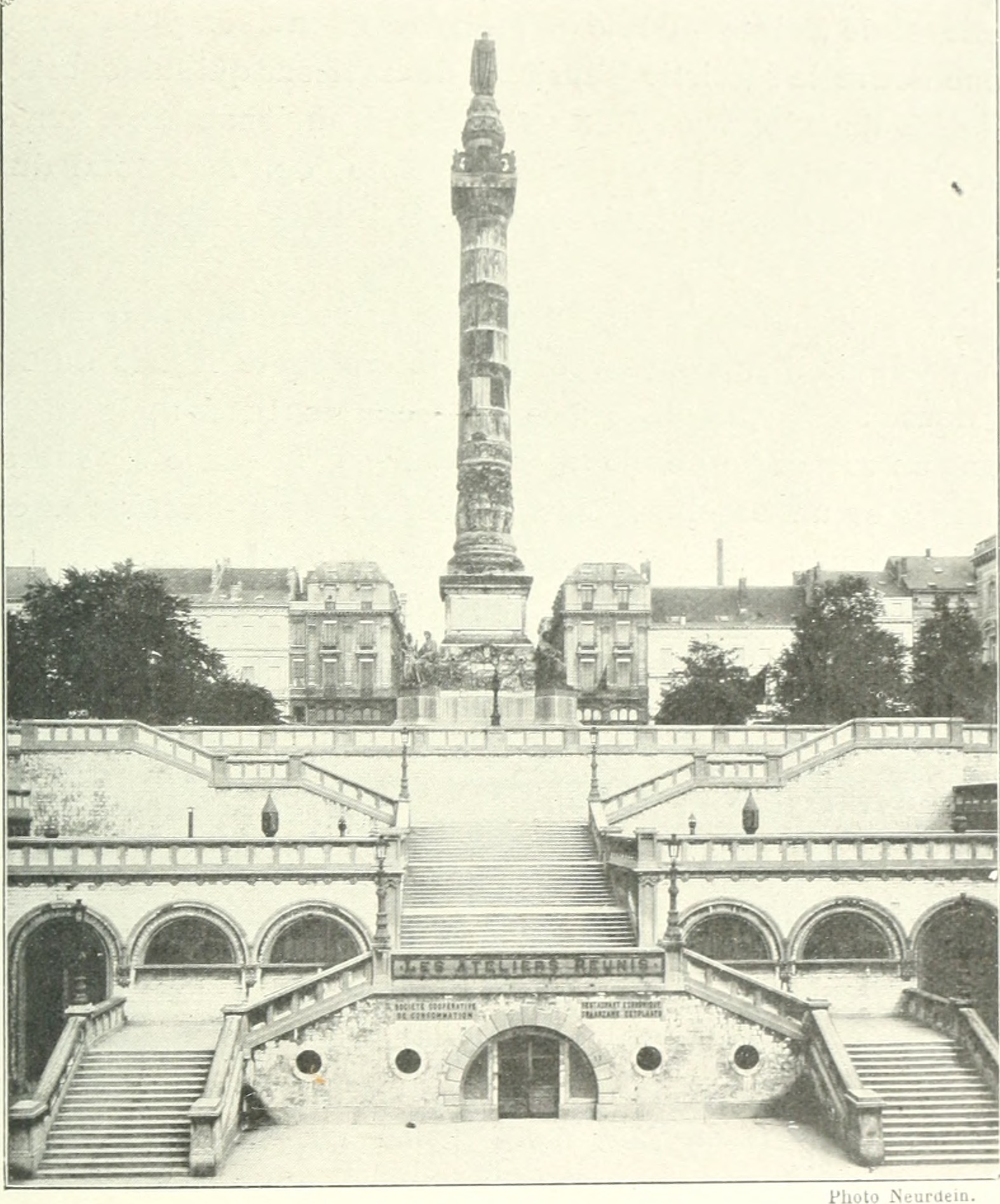
Beeld in 1910 met in de voorgrond de verdwenen Parkmarkt

Het Congresplein (Frans: Place du Congrès) is een plein in de Belgische hoofdstad Brussel waar de Congreskolom staat. Het wordt aan de oostzijde begrensd door de Koningsstraat en biedt een panoramisch uitzicht op het westen.

## Geschiedenis
De aanleg van het plein kaderde in het doortrekken van de Koningsstraat door een arme wijk die men bas-fonds de la Rue Royale noemde. De architect Auguste Payen stelde voor om aan de voet van de straat een plein in te richten, terwijl zijn confrater Jean-Pierre Cluysenaar het terrein net wilde ophogen. Onder impuls van schepen Auguste Blaes schreef het stadsbestuur in 1847 een wedstrijd uit voor de creatie van een Place des Panoramas, met een trap naar een lager gelegen marktplein. Waarschijnlijk ging het om de eerste architectuurwedstrijd van de stad. Joseph Poelaert haalde de opdracht binnen in 1849. Hij tekende de herenhuizen aan het plein en een monumentale trap die beneden uitgaf op de Parkmarkt (Marché du Parc). Het aanvankelijk geplande standbeeld werd een erezuil om het Nationaal Congres te gedenken, dat in 1831 de Belgische Grondwet aannam. De inhuldiging van de Congreskolom vond plaats in 1859.
Ter hoogte van het Congresplein kwamen huizen langs de verste zijde van de Koningsstraat. In 1877 werd deze huizenrij doorbroken voor de aanleg van de Congresstraat. Na de Eerste Wereldoorlog kreeg de Onbekende Soldaat een graf aan de voet van de zuil (1922). Lange tijd namen voorbijgangers hun hoofddeksel af.
In 1955 werden de Parkmarkt en de trap afgebroken voor de aanleg van het Rijksadministratief Centrum. Dat reusachtige complex nam ook een groot deel van het uitzicht weg. Vanaf 1968 werd de voorgrond ingenomen door het dak van de bijhorende parkeergarage.

## Beschrijving
De noord- en de zuidzijde van het plein worden ingenomen door twee imposante herenhuizen van Poelaert. Hun neoklassieke gevels zijn nagenoeg identiek.
In het fraai gerestaureerde zuidelijke huis bevindt zich de ambassade van Liechtenstein, de denktank CEPS een kleine taverne. Van 1983 tot 1993 was het Arbitragehof er gevestigd.
Het noordelijke pand, vaak nog aangeduid met de vroegere naam Lever House, is in verval. Het bood onderdak aan de Banque Transatlantique Belge, een koloniaal museum en bioscoop, het ministerie van Landbouw en het Institut supérieur industriel de Bruxelles (ISIB).

## Bouwwerken
- Congreskolom
- Congresplein 2